# Nicole Wisniak
Nicole Wisniak (Boulogne-Billancourt, 24 de julio de 1951) es un periodista francesa, creadora y directora de la revista Égoïste.

## Biografía
Estudió en el liceo Victor-Duruy de París donde conoció a Bettina Rheims y obtuvo una licenciatura. De 1975 a 1977, fue conservadora de los archivos de la herencia de Picasso, entonces a cargo de   Maurice Rheims, padre de Bettina Rheims, quien también fue subastador e historiador de arte. Pablo Picasso dejó a su muerte una situación particularmente compleja: una familia varias veces recompuesta, de esposas y amantes, de hijos legítimos e ilegítimos, sin ningún inventario de sus obras conservada en  diferentes lugares a lo largo de su de vida y sin testamento. Maurice Rheims realizó un censo de todas las obras durante varios años y finalmente valoró el activo de la herencia en un equivalente aproximado de 700 millones de euros.
Wisniak continuó frecuentando los medios artísticos e intelectuales de París y, al final de los setenta, decide lanzar una revista con entrevistas, textos breves y un espacio importante para las fotografías que irán a página completa o, incluso, a doble página, en un papel de calidad. Es la revista Égoïste. Utiliza sus relaciones de vecina de rellano de Loulou de la Falaise, habitual del restaurante Castel, conoce también a Françoise Sagan y frecuenta el mismo peluquero que la pareja de Helmut Newton… Poco a poco, los fotógrafos más influyentes de su tiempo (Helmut Newton, Guy Bourdin, Paolo Roversi, Ellen von Unwerth, Bettina Rheims) alimentarán los números sucesivos, aparecidos a lo largo de los años con una periodicidad caprichosa. Cuando Helmut Newton abandonó la revista, Richard Avedon lo reemplazó. Más allá de la publicación, Nicole Wisniak luchó igualmente para encontrar, a mediados de los años noventa, lugares de exposición en Francia para este fotógrafo todavía poco conocido en este país.
Égoïste ofrece además un espacio de creatividad a escritores de renombre, tales como Françoise Sagan, al inicio de su salida, y también a Jean de Ormesson, Patrick Besson,Bernard-Henri Lévy, André Glucksmann, J. M. G. Le Clézio. Cada número es coleccionado con pasión por numerosos entusiastas.
Se casó en 1980 con el periodista Philippe Grumbach con quien tiene cuatro hijos. En 2012, fue nombrada chevalier de la Orden de las Artes y las Letras.